# Martin Ryle
Sir Martin Ryle FRS (Brighton, Anglaterra, 1918 - Cambridge, 1984) fou un astrònom britànic guardonat amb el Premi Nobel de Física l'any 1974, juntament amb Antony Hewish, i esdevingueren els primers astrònoms a aconseguir-lo, pels seus treballs sobre radioastronomia i els púlsars.

## Biografia
Va néixer el 27 de setembre de 1918 a la ciutat anglesa de Brighton. Estudià física al Bradfield College i a la Universitat d'Oxford, on es llicencià l'any 1939.
El 1952 fou nomenat membre de la Royal Society, i el 1966 la reina Elisabet II del Regne Unit li concedí el títol de cavaller. Martin Ryle es morí el 14 d'octubre de 1984 a la seva residència de Cambridge.

## Recerca científica
Durant la Segona Guerra Mundial, va treballar en la realització d'un equip de radar al Telecommunications Research Establishment de Swanage de Dorset. L'any 1945, va obtenir una beca per a formar part del laboratori Cavendish de la Universitat de Cambridge, on inicià els seus primers treballs en el camp dels senyals de ràdio extraterrestres i en el desenvolupament de telescopis més avançats, amb utilització dels principis del radar, i es convertí en un dels principals impulsors de la creació i la millora d'interferometria astronòmica i de la síntesi d'obertura, que han contribuït a augmentar la qualitat de les dades astronòmiques de ràdio.
Entre 1948 i 1959, va simultaniejar la seva càtedra de física a la Universitat de Cambridge amb la direcció del Mullard Radio Astronomy Observatory. Els seus treballs es van centrar en l'estudi de les ones de ràdio provinents del Sol o d'estrelles properes, que van dur al descobriment dels quàsars. En aquestes investigacions, Ryle va desenvolupar la tècnica anomenada síntesi d'obertura, amb la utilització de diversos radiotelescopis instal·lats a distàncies considerables els uns dels altres, disposats de manera que es poguessin aconseguir, pel procediment interferomètric, resultats idèntics als d'un sol aparell gegantesc. Aquest sistema va ser el que va facilitar el 1968 el descobriment del primer púlsar.
L'any 1974, fou guardonat amb el Premi Nobel de Física, juntament amb Antony Hewish, per la seva recerca, pionera, en radioastronomia, i en el seu paper decisiu en la descoberta dels púlsars. Ambdós guardonats foren els primers astrònoms premiats amb el Premi Nobel de Física.